# Chiesa di Santa Maria Maddalena (Tre Ville)
La chiesa di Santa Maria Maddalena è la parrocchiale di Preore, frazione di Tre Ville in Trentino. Fa parte dell'ex-decanato di Tione dell'arcidiocesi di Trento e risale al XIV secolo.

## Storia

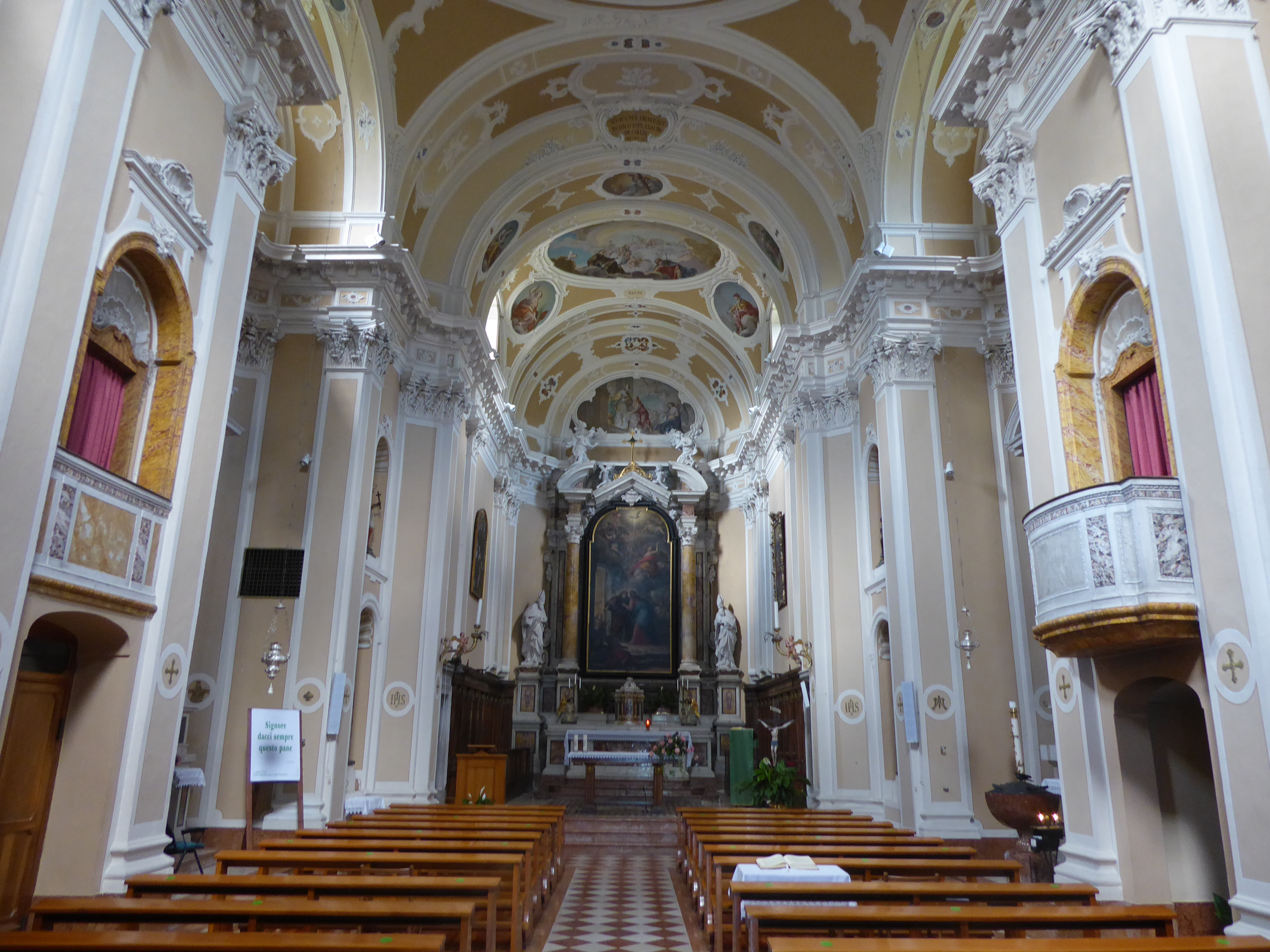
Interno

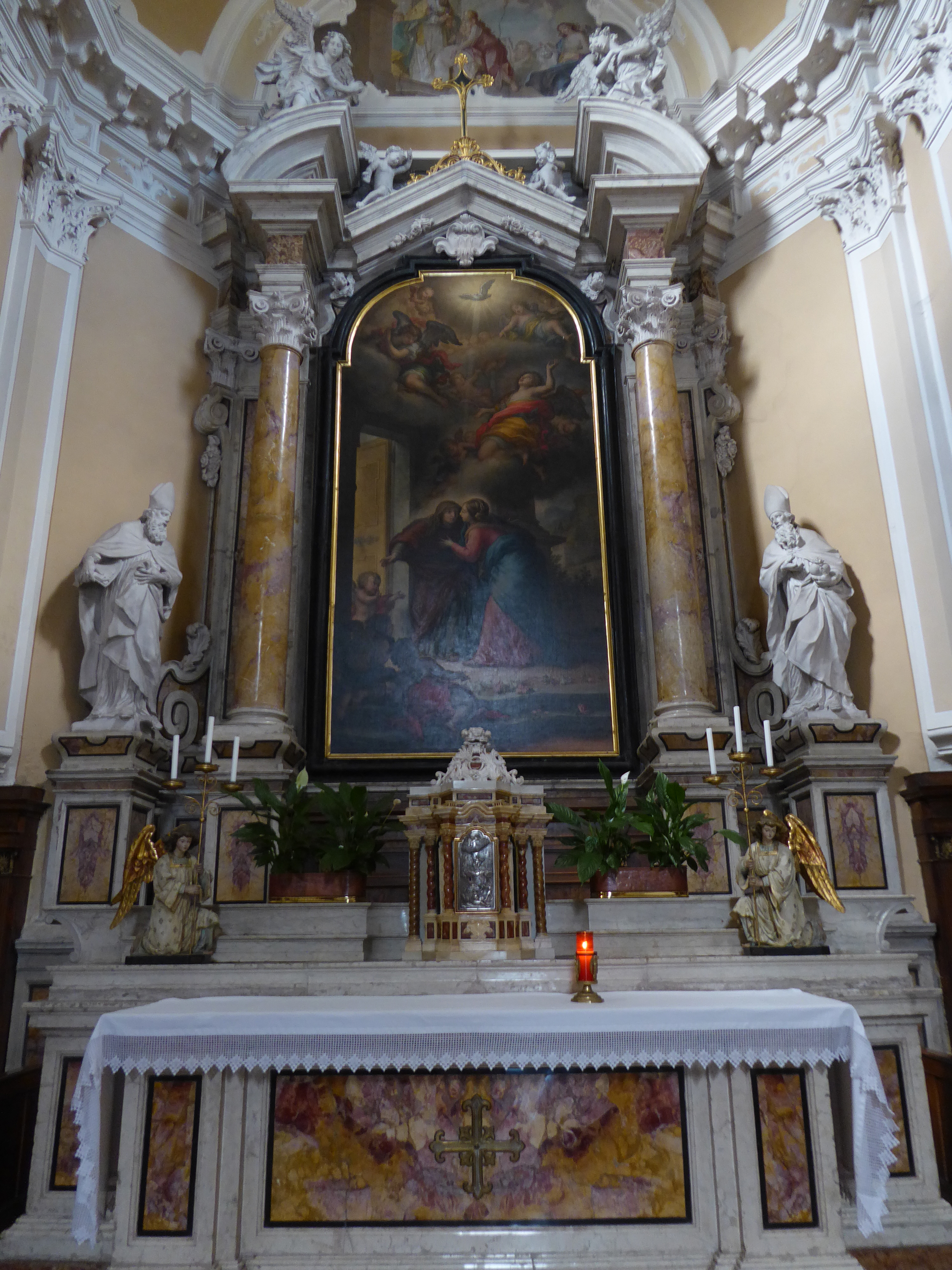
Altare maggiore

La prima chiesa venne eretta a Preore nel 1321 su un sito diverso da quello dove poi è stato costruito l'edificio sacro recente intitolato a santa Maria Maddalena. Questa prima chiesa fu distrutta nel 1772 da una piena del Sarca, ma intanto era stata elevata alla dignità di curazia, sussidiaria della pieve di Tione.
Dopo il disastro causato dal fiume venne eretta una nuova chiesa in posizione più elevata, e dai documenti  risulta che nel 1783 la costruzione era già quasi ultimata, e quindi benedetta. Quattro anni dopo ebbe la sua consacrazione con cerimonia solenne ed alla fine del secolo si iniziò la costruzione della torre campanaria, ultimata nel 1800.
Col nuovo secolo vennero decorati gli interni e si pose mano anche alla facciata ed alle pareti esterne, si effettuò un intervento manutentivo alla copertura e, nel 1852, venne installato il primo orologio sul campanile, offerto dai fedeli. Cantoria e sacrestia furono ultimate entro il 1870. Con il XX secolo ulteriori interventi riguardarono la pavimentazione della sala, il restauro dell'orologio e poi la sua sostituzione. Santa Maria Maddalena ebbe dignità parrocchiale dal 1943.
A partire dalla metà del secolo e sino al 2011 altri lavori vennero a migliorare o a restaurare varie parti dell'edificio. L'altar maggiore venne adeguato alle disposizioni liturgiche con conseguenti modifiche alla zona presbiteriale, furono messi a norma gli impianti, si rivederono la copertura ed i cornicioni e le campane vennero dotate di movimento elettrico.
Una piccola nicchia venne ricavata nella sala per la statua della Madonna col Bambino e tutto l'ambiente interno venne rinnovato. Tra gli ultimi interventi previsti vi fu il restauro di alcune parti lignee all'interno e delle pareti esterne.

## Descrizione

### Esterno
Il luogo di culto si trova in posizione dominante, verso il monte. La facciata a capanna con due spioventi è tripartita verticalmente in settori scanditi da lesene. Nel settore centrale si trovano il portale architravato e una grande finestra in asse posta al centro della facciata e che porta luce alla sala. La torre campanaria si trova in posizione leggermente arretrata, sulla sinistra della struttura.

### Interni
La navata interna è unica. Di particolare interesse sono alcune opere artistiche conservate nell'edificio, come le decorazioni a stucco policromo opera del pittore Pietro Maratoli da Verona o la pala d'altare opera di Gaspare Antonio Baroni Cavalcabò da Borgo Sacco.